# Eduardo Stein
Eduardo Stein Barillas (Ciudad de Guatemala, 20 de octubre de 1945) es un político guatemalteco. Fue vicepresidente de la República de Guatemala entre 2004 y 2008, durante la presidencia de Óscar Berger. Anteriormente se desempeñó como asesor de la Organización Internacional para las Migraciones, OIM, en Guatemala y consultor para diversas organizaciones regionales. También fue ministro de relaciones exteriores durante la administración de Álvaro Arzú. 
El 28 de junio de 2014, el presidente de Guatemala, Otto Pérez Molina, anunció que el Gobierno de Guatemala impulsaría la candidatura de Eduardo Stein para ocupar el cargo de secretario general de la Organización de los Estados Americanos, OEA, en sustitución del chileno José Miguel Insulza en 2015.

## Vida profesional
De octubre de 2001 a septiembre de 2002 fue Presidente de la Fundación de las Américas, organización dedicada a promover alianzas estratégicas entre los sectores gubernamentales, empresariales y de la sociedad civil.
Fue encargado por la Organización de los Estados Americanos para encabezar la Misión de Observación Electoral para las elecciones generales de Perú, en el año 2000, cuando retiró la Misión antes de la votación en Segunda vuelta en protesta por las irregularidades y la ausencia de condiciones, y su informe concluyó que dichas elecciones “no fueron ni libres ni justas”. Luego del colapso de la Administración  Fujimori, cumplió  similar responsabilidad en el año 2001, para las elecciones generales convocadas por el Gobierno Provisional del Presidente Paniagua.
Entre sus participaciones internacionales recientes, ha colaborado con el PNUD como moderador del Diálogo Nacional para la reforma del Seguro Social en Panamá, y es asesor del Diálogo Nacional para la Concertación de la Agenda de Estado en el Perú. Es uno de los 15 miembros de la Comisión Internacional sobre Amenazas a las Democracias que preside la Ex Secretaria de Estado Madeleine Albright. Fue uno de los 12 miembros de la Comisión Internacional sobre Soberanía de los Estados e Intervención, que reportó al Secretario General de la ONU en diciembre de 2001. Es también uno de los dos miembros latinoamericanos del Consejo del International Crisis Group (Grupo Internacional de Crisis) entidad mundial con Sede en Bruselas dedicada a la prevención y manejo de crisis políticas. Asimismo es uno de los 20 miembros del Colegio de Mediadores Internacionales en formación, con sede en París. Es miembro también del Diálogo Interamericano, con sede en Washington.

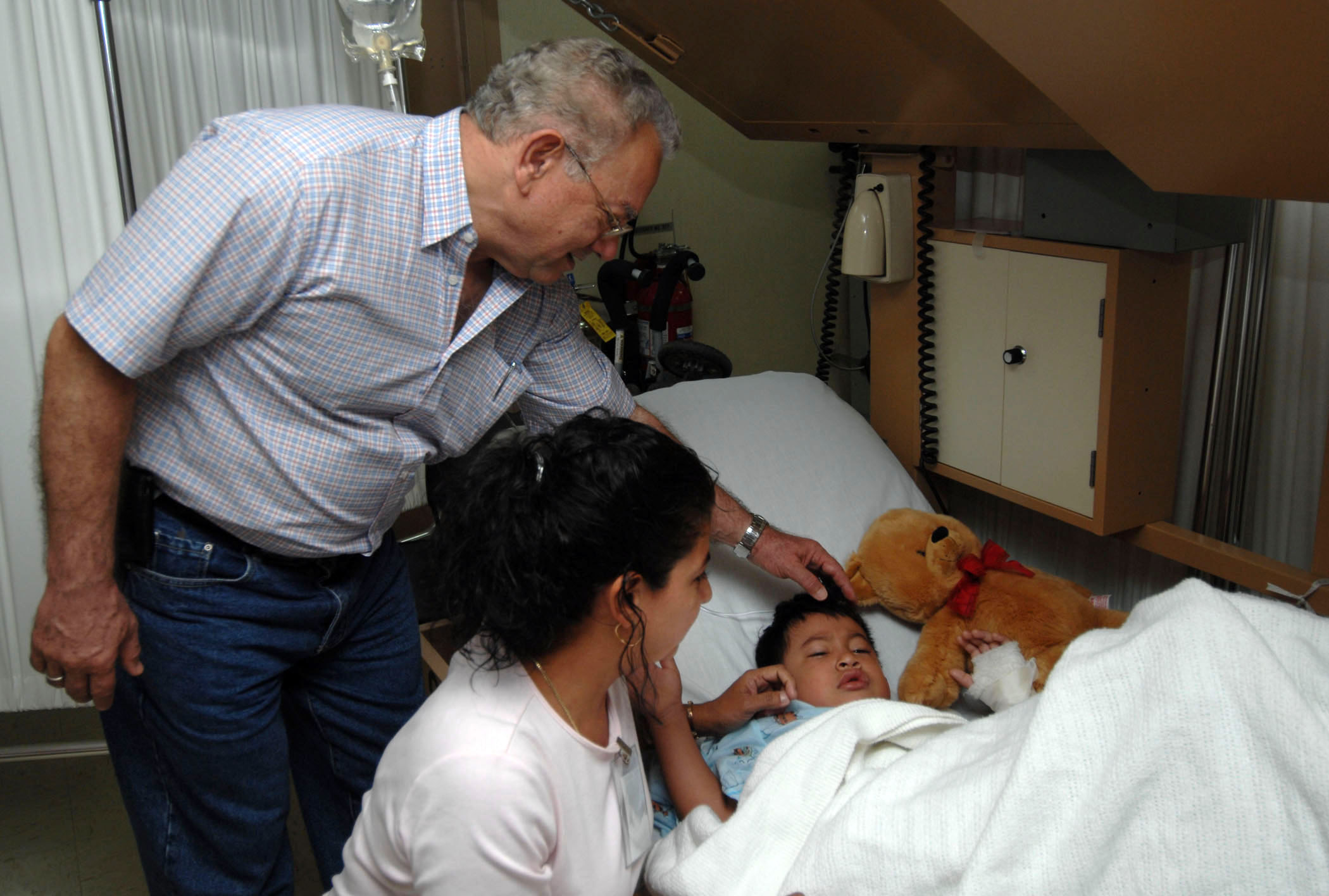
Stein Visitando a paciente.

Stein fue juramentado por el presidente Álvaro Arzú como ministro de Relaciones Exteriores al inicio de su mandato el 14 de enero de 1996, cargo que desempeñó por todo el período presidencial hasta el 14 de enero de 2000. En esa capacidad participó activamente en el proceso de paz guatemalteco durante la última etapa de las negociaciones (1996) y en la obtención de apoyo internacional para las fases de implementación de los Acuerdos de Paz (1997-99).  Con anterioridad a ese cargo, fue representante de la Organización Internacional para las Migraciones, OIM, en Panamá (1993-1995).
Ha tenido amplia experiencia en actividades académicas, asuntos multilaterales y temas de desarrollo, desde cargos que lo han vinculado a los procesos de paz centroamericanos y a la Integración Regional. En esas responsabilidades, ha participado en varias cumbres de presidentes y vicepresidentes en América Central sobre el proceso regional de paz, desde “Esquipulas I” en adelante, así como en el “Diálogo de San José” con la Unión Europea.

## Candidatura a la Secretaría General de la OEA
En diciembre de 2013, el presidente Otto Pérez Molina manifestó que Guatemala buscaría la Secretaría General de la Organización de Estados Americanos (OEA) con el apoyo regional del Sistema de Integración Centroamericana (SICA). En ese momento no nombró a ningún candidato aunque sí reconoció que se trabajaba en la propuesta del exvicepresidente Stein, debido a que es una figura reconocida internacionalmente y que cuenta con los conocimientos y la preparación.
A lo largo de su trayectoria profesional e internacional, Stein ha jugado un papel central en Misiones de la OEA, frente a crisis políticas complejas, tal como fue el retorno a la estabilidad política y el ordenamiento democrático en Perú y Honduras, algo que refleja su capacidad para el manejo de tales situaciones.
Pérez Molina recordó que Eduardo Stein ha recibido múltiples reconocimientos por parte de instituciones académicas y organismos internacionales, y luego expresó que su liderazgo y alto reconocimiento internacional es una garantía para conducir la OEA, en un proceso de reforma que fortalezca su aporte estratégico al desarrollo, la democracia y los derechos humanos en el Continente Americano.
En su carrera hacia la Secretaría General de la OEA, Eduardo Stein compitió contra el uruguayo Luis Almagro, quien era ministro de relaciones exteriores del presidente José Mujica, y quien finalmente ganó la contienda. Durante un tiempo, también estuvo en la disputa un tercer candidato, Diego García Sayán, quien fuera canciller de Perú y Magistrado de la Comisión Interamericana de Derechos Humanos, pero éste declinó su candidatura el 30 de septiembre de 2014 debido a una falta de apoyo del gobierno de Perú.

## Premios y condecoraciones
- Orden de Vasco Núñez de Balboa, Gran Cruz (24 de mayo de 1996)[8]
- Orden Mexicana del Águila Azteca, Banda (10 de noviembre de 2000)[9]
- Orden de Isabel la Católica, Gran Cruz (2007)
- Orden José Cecilio del Valle, Gran Cruz Placa de Oro (29 de noviembre de 2007)[10]